# Estopanyà
Estopanyà (Estopiñán del Castillo en castellà) és una vila i municipi de la Ribagorça. És situat a la conca del riu Guart, afluent del Noguera Ribagorçana.

## Geografia
El municipi està format per tres nuclis de població: Estopanyà, Seganta i Casserres del Castell.

### Estopanyà
El poble és a la base d'un turó sobre el qual s'aixeca un castell, el d'Estopanyà, que va ser conquerit per Ramon Berenguer I de Barcelona entre els anys 1058 i 1059. L'any 1196 era un dels castells que tenia l'ostentós honor de Ponç de Cabrera. I finalment l'any 1292 Jaume el Just va donar sis castells a Felipe Saluces, entre els quals el d'Estopanyà.
L'església parroquial, de gran bellesa, és d'estil gòtic. Té una galeria aragonesa de maons, amb l'absis poligonal, i la torre és de vuit costats.

### Seganta
Des de l'ermita de Sant Quilis (San Quílez), s'albiren unes vistes impressionants.

### Casserres del Castell
Població situada a la base de la Roca de Porquet, sobre la qual encara es conserven algunes restes de l'antic castell del segle xiii. També s'hi poden trobar l'ermita de Santa Sofia de Casserres i les runes de l'ermita de Sant Miquel de Casserres.

## Llocs d'interès
- Sant Salvador
- Sant Miquel
- Sant Macari

## Festes locals
- 8 de maig, Sant Miquel
- 6 d'agost, Sant Salvador
- 12 d'octubre, se celebra la festivitat de la Verge del Pilar.

## Fills i filles il·lustres
- Antoni Puch i Ferrer (Estopanyà, 1888 - Autariba (Alta Garona), 1944), periodista republicà i director del diari L'Ideal. El seu pare era Antoni Puch Castarlenas (Camporrells, 1849-1905),[2][3] metge-cirurgià[4][5][6][7] i membre del grup fundador del Col·legi Mèdic Provincial d'Osca (1898).[8]
- Mari Pau Huguet (Estopanyà, 1963), presentadora de televisió.